# Mormopterus phrudus
Mormopterus phrudus — вид кажанів родини молосових. Цей вид відомий тільки від типової місцевості Куско, Мачу-Пікчу, Перу. Живе на висоті 3000 м і, можливо, ночує в печерах.